# Maisons royales au Royaume-Uni
 (janvier 2020).
La mise en forme du texte ne suit pas les recommandations de Wikipédia : il faut le « wikifier ».
Les points d'amélioration suivants sont les cas les plus fréquents. Le détail des points à revoir est peut-être précisé sur la page de discussion.
- Les titres sont pré-formatés par le logiciel. Ils ne sont ni en capitales, ni en gras.
- Le texte ne doit pas être écrit en capitales (les noms de famille non plus), ni en gras, ni en italique, ni en « petit »…
- Le gras n'est utilisé que pour surligner le titre de l'article dans l'introduction, une seule fois.
- L'italique est rarement utilisé : mots en langue étrangère, titres d'œuvres, noms de bateaux, etc.
- Les citations ne sont pas en italique mais en corps de texte normal. Elles sont entourées par des guillemets français : « et ».
- Les listes à puces sont à éviter, des paragraphes rédigés étant largement préférés. Les tableaux sont à réserver à la présentation de données structurées (résultats, etc.).
- Les appels de note de bas de page (petits chiffres en exposant, introduits par l'outil «  Source ») sont à placer entre la fin de phrase et le point final[comme ça].
- Les liens internes (vers d'autres articles de Wikipédia) sont à choisir avec parcimonie. Créez des liens vers des articles approfondissant le sujet. Les termes génériques sans rapport avec le sujet sont à éviter, ainsi que les répétitions de liens vers un même terme.
- Les liens externes sont à placer uniquement dans une section « Liens externes », à la fin de l'article. Ces liens sont à choisir avec parcimonie suivant les règles définies. Si un lien sert de source à l'article, son insertion dans le texte est à faire par les notes de bas de page.
- La présentation des références doit suivre les conventions bibliographiques. Il est recommandé d'utiliser les modèles {{Ouvrage}}, {{Chapitre}}, {{Article}}, {{Lien web}} et/ou {{Bibliographie}}. Le mode d'édition visuel peut mettre en forme automatiquement les références.
- Insérer une infobox (cadre d'informations à droite) n'est pas obligatoire pour parachever la mise en page.

Pour une aide détaillée, merci de consulter Aide:Wikification.
Si vous pensez que ces points ont été résolus, vous pouvez retirer ce bandeau et améliorer la mise en forme d'un autre article.
Les maisons royales du Royaume-Uni sont les services collectifs qui soutiennent les membres de la famille royale britannique. De nombreux membres de la famille royale qui exercent des fonctions publiques ont des maisons séparées. Elles varient considérablement en taille, de la grande maison royale qui soutient le souverain aux maisons du duc et de la duchesse de Cambridge et du duc et de la duchesse de Sussex, avec moins de dix membres.
En plus des fonctionnaires royaux et du personnel de soutien, la propre maison du souverain comprend des représentants d'autres domaines du royaume, y compris le gouvernement, l'armée et l'église. Les whips du gouvernement, les chefs de la défense, plusieurs religieux, scientifiques, musiciens, poètes et artistes occupent des postes honorifiques au sein de la maison royale. De cette façon, la maison royale peut être considérée comme ayant une fonction symbolique et pratique : illustrant les relations étroites de la monarchie avec d'autres parties de la Constitution et de la vie nationale.

## Aperçu historique
Les domestiques du souverain étaient ses officiers d'État, et les principaux dignitaires du palais étaient les principaux administrateurs du royaume. La maison royale elle-même avait, à son tour, développé à partir d'une version antérieure et plus primitive « thegnhood », et parmi les plus éminents et puissant du roi de thegns étaient son « dishthegn », son « bowerthegn » et son « horsethegn » ou Staller. En Normandie, au moment de la conquête, un arrangement similaire, imité de la cour de France, était établi depuis longtemps, et les ducs normands, comme leurs suzerains les rois de France, avaient leur sénéchal ou intendant, leur chambellan et leur connétable. Après la conquête normande, la maison ducale de Normandie a été reproduite dans la maison royale d'Angleterre et puisque, conformément à l'esprit de féodalité, les grandes fonctions du premier avaient été rendues héréditaires, les grandes fonctions du second étaient également héréditaires et étaient désormais détenues par les bénéficiaires et leurs descendants en tant que titulaires de tenure en grande servitude de la couronne.
La conséquence en est qu’elles sont décédées de leur relation immédiate avec la conduite pratique des affaires[pas clair] soit dans l’État et dans les tribunaux, soit dans l’un ou dans l’autre. Le steward et lord-grand-chambellan d'Angleterre ont été remplacés dans leurs fonctions politiques par le justiciar et le trésorier d'Angleterre, et dans leurs fonctions domestiques par le lord-intendant et lord-chambellan de la maisonnée. Le maréchal d'Angleterre a pris la place du connétable d'Angleterre dans le palais royal, et a été associé à lui dans le commandement des armées royales.
Le marshalship (pour le maréchal) et le constableship (pour le connétable) sont devenus héréditaires et, bien que le lord-grand-connétable et le comte-maréchal d'Angleterre aient conservé leur autorité militaire jusqu'à une période relativement tardive, les fonctions qu'ils avaient exercées à propos du palais avaient été longtemps transférées au maître du cheval. Dans ces circonstances, les titulaires des grandes charges d'État et de maisons d'origine ont cessé d'assister à la cour, sauf lors de cérémonies extraordinaires, et leurs représentants, soit par héritage, soit par nomination spéciale, ont depuis lors continué de comparaître lors des couronnements et autres solennités publiques, comme l'ouverture du Parlement par l'État ou les procès devant la Chambre des lords.
Le premier enregistrement relatif à la maison royale anglaise date du règne d'Henri II et est contenu dans le Livre noir de l'Échiquier. Il énumère les différents détenus du palais du roi et les indemnités journalières qui leur étaient versées au moment de sa compilation. Il apporte la preuve de l’ancienneté  et de l’importance relative des greffes auxquels il se réfère, mais il ne dit rien sur les fonctions et la subordination formelle des personnes qui les occupaient. En plus de ce dossier, il existe des documents plus récents mais, pour la plupart, tout aussi maigres, portant sur la constitution de la maison royale, et s'étendant, avec de longs intervalles, du règne d'Édouard III au règne de Guillaume III et Marie II. Parmi eux, cependant, se trouvent ce que l'on appelle le Livre noir de la maison et les Statuts d'Eltham, le premier compilé sous le règne d'Édouard IV et le second sous le règne d'Henri VIII à partir duquel de nombreuses informations détaillées sont disponibles. concernant l'aménagement de la cour aux XVe et XVIe siècles.
Les statuts d'Eltham étaient destinés à guider concrètement ceux qui étaient responsables du bon ordre et de l'approvisionnement suffisant de la maison du souverain au moment de leur publication. Les grands officiers d'État et la maisonnée spécifiquement mentionnés ne sont pas tout. Ont été nommés seulement ceux dont les représentants sont encore des dignitaires de la cour et des fonctionnaires du palais.
Mais le Black Book of the Household, en plus d'être une sorte de traité sur la magnificence princière en général, prétend s'appuyer sur les règles établies pour la gouvernance de la cour par Édouard III, qui, affirme-t-il, a été « le premier certeynties de certeynties parmi son domesticall meyne, sur une règle fondée « et dont il décrit le palais comme » la maison de très policie et flowre de l'Angleterre ». Cela peut donc, peut-être et même probablement, nous ramener à une période beaucoup plus éloignée que celle à laquelle elle a été mise en place.
Divers ordres, rapports et récits des règnes d'Élisabeth Ire, Jacques Ier, Charles Ier, Charles II et Guillaume et Marie jettent une lumière considérable sur l'organisation de sections particulières de la maison royale à une époque plus proche de la nôtre. De plus, il y a eu plusieurs enquêtes parlementaires sur les dépenses de la maison royale liées au règlement ou à la réforme de la liste civile sous les règnes de George III, George IV et Guillaume IV. Mais ils n'apportent que peu ou rien à notre connaissance du sujet dans ce qui était alors son historique par opposition à ses aspects contemporains. Tellement, en effet, est-ce le cas que, lors de l'adhésion de la reine Victoria, l'Actuel État d'Angleterre de Chamberlayne, qui contient un catalogue des fonctionnaires de la cour de la reine Anne, a été décrit par lord Melbourne, le Premier ministre, comme la « seule autorité » que les conseillers de la couronne pouvaient trouver pour leur aide dans la détermination de la constitution et des dimensions appropriées de l'établissement domestique d'une reine régnante.
Dans ses grandes lignes, l'organisation actuelle de la maison royale est essentiellement la même que sous les Tudors ou les Plantagenets. Il est divisé en trois départements principaux, à la tête desquels sont le seigneur steward, le seigneur chambellan et le maître du cheval, et dont les provinces respectives peuvent être généralement décrites comme « en bas des escaliers », « au-dessus des escaliers » et «  à l'extérieur ». Les fonctions de ces fonctionnaires et des divers officiers dont ils ont la charge sont traitées dans les articles de ces rubriques. Lorsque le souverain régnant est une reine, la maison royale est à certains autres égards assez différente de celle d'un roi et d'une reine consort.
Lorsqu'il y a un roi et une reine consort, il y a un établissement séparé « au-dessus des escaliers » et « à l'extérieur » pour la reine consort. Elle a son propre département de lord-chambellan, et toutes les dames de la cour, de la maîtresse des robes aux demoiselles d'honneur, sont à son service. Au début du règne de la reine Victoria, les deux établissements ont été regroupés et, dans l'ensemble, considérablement réduits. Lors de l'adhésion d'Édouard VII, la liste civile a de nouveau été reconstituée et tandis que la maison du roi et de son épouse devenait plus grande qu'au cours du règne précédent, il y avait une tendance à une efficacité accrue en supprimant certains bureaux qui étaient soit redondants soit inutiles.

## La maison royale aujourd'hui

### Les trois grands officiers de la maison
Les grands officiers de la maison sont, par ordre d'ancienneté, le lord-intendant, le lord-chambellan et le maître du cheval (Master of the Horse). De nos jours, seul le lord-chambellan remplit une fonction exécutive, mais les deux autres continuent de jouer un rôle cérémoniel et sont particulièrement visibles à l'occasion des événements d'État.

### Le lord-chambellan
Selon les dispositions actuelles, la maison royale est organisée en plusieurs unités fonctionnellement séparées et coordonnée par le lord-chambellan à temps partiel. Le poste est occupé par Andrew Parker, baron Parker de Minsmere depuis le 1er avril 2021).
Le secrétaire privé du souverain (Clive Alderton depuis le 15 mai 2023), sous la responsabilité duquel travaille le bureau du secrétaire privé, mais qui contrôle également le bureau de presse, les archives de la reine et le bureau du secrétaire des services de défense, est le principal conseiller du souverain et principal canal de communication entre le souverain et ses gouvernements. En plus de cela, il gère également le programme officiel et la correspondance du souverain.
Le gardien de la bourse privée est responsable des finances personnelles du souverain et de celles liées aux préoccupations semi-privées, ainsi qu'en tant que trésorier de la surveillance de la liste civile par la reine. Les deux postes sont occupés ensemble et, depuis 2018, ils sont tous deux occupés par Michael Stevens.
Le maître de maison, depuis 2013, est le vice-amiral Tony Johnstone-Burt CB OBE qui a la responsabilité globale des travaux domestiques de la maison.
Le bureau du lord-chambellan, dirigé par son contrôleur (Michael Vernon depuis 2019), est responsable des occasions royales officielles.
La Royal Collection est supervisée par son directeur (depuis février 2018, Tim Knox).

### Autres unités
La Royal Almonry, la maison ecclésiastique et la maison médicale sont fonctionnellement séparées mais, à des fins comptables, elles relèvent du gardien de la bourse privée et du trésorier de la reine[réf. nécessaire].
Le Crown Equerry gère quotidiennement les Royal Mews et fait partie du bureau du lord-chambellan. Les autres écuries ont un rôle très différent : assister et assister la reine dans ses fonctions officielles au jour le jour (historiquement, ils faisaient aussi partie des miaulements, mais aujourd'hui ils sont entièrement séparés).
La chancellerie centrale des ordres de chevalerie est également placée sous la tutelle du bureau du lord-chambellan, tout comme celle du maréchal du corps diplomatique.
Le Collège des armes est une branche de la maison royale depuis sa constitution en 1484 par le roi Richard III. Il a été directement nommé par le souverain sur la recommandation du comte-maréchal. Le collège est une corporation de treize hérauts royaux, supervisée par le comte-maréchal, une fonction héréditaire tenue par le duc de Norfolk. Le collège est autosuffisant et ne reçoit aucun financement de la Couronne. Le collège est compétent pour toutes les questions relatives à l'héraldique, à la généalogie et aux pedigrees en Angleterre, au pays de Galles, en Irlande du Nord et dans certains domaines du Commonwealth.
Certains postes indépendants et honorifiques comprennent le Master of the Queen's Music, Piper to the Sovereign, Poet Laureate et Astronomer Royal. Le maître de baraque de la reine, le gardien de la maison des joyaux, les sergents d'armes et le gardien et le marqueur des cygnes exercent des fonctions moins célèbres.
Les bureaux de trésorier de la maison, contrôleur de la maison, et vice-chambellan de la maison sont détenus par le gouvernement de hauts Whips à la Chambre des communes. À la Chambre des lords, le whip en chef du gouvernement est généralement nommé capitaine des gentilshommes d'armes et whip en chef adjoint en tant que capitaine des Yeomen of the Guard, avec des whips subalternes nommés seigneurs d'honneur et baronnes-en-attendre. Parfois, ces officiers sont appelés à assumer des tâches ménagères, en particulier le vice-chambellan, qui est chargé de rédiger des rapports parlementaires réguliers pour la reine.
Les dames d'honneur, qui assistent quotidiennement à la reine, sont formellement appelées dames de compagnie ou femmes de compagnie. Ils sont théoriquement supervisés par la maîtresse de la robe — historiquement la femme senior de la maison royale, mais aujourd'hui une position cérémonielle.
La maison comprend un certain nombre de nominations militaires honorifiques : les aides de camp de la reine (qui sont généralement des officiers de très haut rang des trois forces armées), les deux bâtons d'or et le vice-amiral et contre-amiral du Royaume-Uni. En outre, les deux corps de gardes des corps royaux (les hommes d'armes et les Yeomen de la garde) font partie de la maison.
Messieurs les huissiers sont des membres non rémunérés de la maison royale, souvent des officiers militaires à la retraite, qui fournissent une assistance occasionnelle en tant que maréchaux lors d'événements royaux. Le gentilhomme huissier de la verge noire est un haut fonctionnaire des chambres du Parlement, mais techniquement, il est aussi membre de la maison royale (et agit comme messager de la reine à la cérémonie d'ouverture du Parlement du Royaume-Uni).
Les résidences royales (voir la liste des résidences royales britanniques) actuellement utilisées sont entretenues par la Royal Household Property Section directement à partir des subventions accordées par le Parlement tandis que Balmoral Castle et Sandringham House sont des propriétés privées et entretenues. Les résidences royales inoccupées (dont la tour de Londres) sont gérées par la Historic Royal Palaces Agency, qui est autofinancée.

### Maison royale en Écosse
La maison royale d'Écosse comprend des bureaux de nominations personnelles, honorifiques et d'État.
Les grands officiers de la maison royale sont :
1. Lord-grand-connétable ;
2. Lord Steward ;
3. Lord-chambellan ;
4. Maître de maison ;
5. Maître du cheval ;
6. Contrôleur, joint au lord-grand-trésorier ;
7. Huissier du roi ;
8. Lord Lyon King of Arms.

Ecclésiastiques :
- Almoner ;
- deux aumôniers.

La maison royale d'Écosse comprend également un certain nombre d'autres bureaux héréditaires et non héréditaires :
- maître sculpteur ;
- Lord Lyon King of Arms et ses hérauts et poursuivants ;
- Justiciar of Scotia (vacant depuis c. 1370) ;
- grand maréchal d'Écosse (vacant depuis 1715) ;
- Knight Marischal (vacant depuis 1863) ;
- gouverneur du château d'Édimbourg ;
- la Royal Company of Archers, le garde du corps du monarque ;
- grands constables et garde d'honneur du palais de Holyroodhouse ;
- commissaires à la garde de la royauté ;
- doyen du chardon, officier de l'Ordre du chardon ;
- doyen de la Chapelle royale ;
- fauconnier royal héréditaire d'Écosse ;
- historiographe royal ;
- botaniste de Sa Majesté ;
- le peintre et Limner ;
- sculpteur en ordinaire pour l'Écosse ;
- astronome Royal pour l'Écosse ;
- le joaillier de la couronne ;
- un certain nombre de gardiens héréditaires des palais et châteaux :
  - palais des Malouines - Ninian Crichton-Stuart,
  - château de Stirling - le comte de Mar et Kellie,
  - château de Dunstaffnage - le duc d'Argyll,
  - château de Dunconnel - Sir Charles Edward Maclean de Dunconnel Bt, 2e baronnet de Strachur et Glensluain, baron Strachur, et 16e gardien héréditaire et capitaine de Dunconnel dans les îles de la mer ;
- aumôniers, médecins, chirurgiens, apothicaires.

## Maison du roi Charles et de la reine Camilla
La maison du prince de Galles et de la duchesse de Cornouailles est le bureau organisé et le système de soutien de Charles, prince de Galles, et de son épouse la duchesse de Cornouailles. Au moment de leur examen annuel de 2009 le bureau du Prince de Galles comptait l'équivalent à temps plein 121 employés. Le chef de la maison est le principal secrétaire privé, Clive Alderton. Les hauts fonctionnaires incluent le secrétaire privé adjoint, un diplomate principal détaché du bureau des Affaires étrangères et du Commonwealth pour conseiller le prince sur les affaires étrangères et du Commonwealth, actuellement Scott Furssedonn-Wood ; maître de maison, comte de Rosslyn ; le trésorier, Andrew Wright ; Le secrétaire aux communications, Julian Payne ; KCVO ; et l'Equerry, le commandant Iain Kearsley RN.
En 2000, le prince a ravivé une tradition d'avoir un harpiste officiel, un rôle vu pour la dernière fois sous la reine Victoria. Le premier titulaire du poste a été Catrin Finch, suivi en 2004 par Jemima Phillips et en 2007 par Claire Jones.
Le bureau du prince de Galles est principalement basé à Clarence House, à Londres, mais occupe également des chambres dans le reste du palais Saint James. Il existe également des bureaux pour le personnel officiel à Highgrove House et Birkhall House, les résidences privées du prince de Galles.
La plupart des dépenses engagées pour faire fonctionner le bureau proviennent de l'apanage privé du prince de Galles, le duché de Cornwall. Les seuls coûts importants supportés par les subventions accordées par le gouvernement concernent l'entretien de Clarence House, les voyages officiels par voie aérienne et ferroviaire et le soutien aux communications.
Les détails des cadres supérieurs du prince sont disponibles dans les rapports annuels de son bureau. Les titres suivants « ont tous to/of The Prince of Wales and The Duchess of Cornwall » suffixé lorsqu'ils sont écrits en entier. Avant le mariage du prince en 2005, ils étaient plutôt suffixés « au/du prince de Galles ».

### Secrétaires privés principaux
- 2005-12 septembre 2011 : Sir Michael Peat KCVO[11]
- 12 septembre 2011-2015 : William Nye LVO
- 2015- : Clive Alderton LVO

### Secrétaires privés
- 2009-2012 : Clive Alderton, secrétaire particulier aux affaires étrangères et au Commonwealth[12]
- 2005-2011 : Manon Williams, secrétaire privée du Pays de Galles (à temps partiel)
- 2009- : Mark Leishman, LVO (en tant que Senior Deputy Private Secretary janvier - juillet 2009)
- 2001-2008 : Elizabeth Buchanan C VO
- 2002-2005 : Sir Michael Peat KCVO
- 1996-2002 : Sir Stephen Lamport KCVO
- 1991-1996 : Capf Richard Aylard CVO RN
- 1990-1991 : Maj. Gen. Sir Christopher Airy KCVO CBE
- Septembre 1985-1990 : Sir John Riddell Bt CVO FRSA
- Du 1er avril à septembre 1985 David Roycroft
- 1979-1985 : Edward Adeane CVO
- 1970-1978 : Sdr Ldr Sir David Checketts KCVO

### Maîtres de la maison
- 2014- : Capf The Earl of Rosslyn, CVO, QPM
- 2008-2014 : Capf Richard Pattle
- 2006-2008 : lieutenant-colonel Sir Malcolm Ross
- 2005-2006 : Kevin Knott

### Maîtres adjoints de la maison
- 2006-2009 : Andrew Farquharson

### Trésoriers
- 2012- : Andrew Wright
- 2005-2012 : Leslie Ferrar
- -2005 : Kevin Knott

### Secrétaires privés adjoints
- 2017- : Scott Furssedonn-Wood
- 2014-2017 : Jamie Bowden CMG OBE MVO
- 2012-2014 : Simon Martin
- 2008-2013 : Benet Northcote
- 2006-2008 : Clive Alderton
- 2005-2008 : Mark Leishman
- 2005-? : Mme Manon Williams
- 2005 : James Kidner MVO
- 2002-2005 : Elizabeth Buchanan L VO
- 1998-2002 : Mark Bolland
- 1993-1996 : Stephen Lamport
- 1990-1993 : Sir Peter Westmacott KC MG LVO
- 1988-1990 : David Wright LVO
- 1986-1988 : col. Humphrey Mews
- ?-présent : Emily Cherrington[12]
- ?-présent : Sarah Kennedy-Good
- 2008 : Shilpa Sinha
- 2008- : Sophie Densham
- 2006-2008 : Anita Kumar
- 2006- : Jonathan Hellewell
- 2005-2007 : Katy Golding
- 2005- : Joy Camm et Amanda MacManus (chacune à temps partiel)
- 2004-2005 : Mme Manon Williams
- 2003-2005 : Mark Leishman
- 2003-2005 : James Kidner
- 2002-2005 : Paul Kefford
- 2000-2003 : Nigel Baker
- 1994-1998 : Mme Manon Williams

### Equerries
- 2020- : Maj. Johnny Thompson
- 2015-2018 : Maj. Harry Pilcher, Queen's Dragoon Guards
- 2013-2015 : Maj. David Bevan, Welsh Guards
- 2011-2013 : Maj. Peter Flynn, régiment de parachutistes[12]
- 2008-2011 : Maj. Will Mackinlay The Royal Scots Dragoon Guards
- 2006-2008 : Sqn Ldr Jayne Casebury, RAF
- 2004-2006 : Capf Richard Pattle, RAF
- 2003-2004 : Maj. Rupert Lendrum (Équerre principal)
- 2002-2004 : Lt Cdr Alastair Graham
- 1999-2002 : Lt Cdr William Entwisle
- 1996-1999 : Lt Cdr John Lavery
- 1994-1996 : Maj. Patrick Tabor
- 1991-1994 : Lt Cdr Robert Fraser
- 1989-1991 : Capf Alastair Watson
- 1987-1989 : Maj. Christopher Lavender
- 1986-1987 : lieutenant-colonel Brian Anderson
- 1984-1986 : Maj. Jack Stenhouse
- 1982-1984 : Maj. David Bromhead
- -1982 : Maj. Quentin Winter, Paras
- c.1979 : Capt. Anthony Asquith, RRW
- 1977- : Capt. Christopher Haslett Elliott, RRW
- c.1976-1977 : Capt. Alun Jones Davies, RRW
- 1972- : Lt Gilbert Kerruish, RRW
- 1970-1972 : Lt l'hon. Nicholas Soames, 11e hussards
- c.1971 : Lt David Wilson

### Maîtres adjoints de la maison
- 2007- : L'honorable Virginia Carington
  - comme assistant spécial jusqu'en 2007
  - Assistant Master of the Household depuis 2007

### Secrétaire adjoint aux communications
- Mlle Eva Omaghomi

## Maison du prince et de la princesse de Galles
Un secrétaire privé à temps partiel du prince William et du prince Harry (James Lowther-Pinkerton) a été nommé dans la maison du prince de Galles et de la duchesse de Cornouailles en mai 2005. En janvier 2009, une famille distincte du prince William et du prince Harry a été établie (officiellement « la maison de Son Altesse Royale le prince William de Galles et Son Altesse Royale le prince Henry de Galles »), dirigée par Lowther-Pinkerton. À la suite des mariages des deux princes, la maisonnée a également servi leurs épouses. Les bureaux de la maison sont actuellement basés au palais de Kensington, après avoir été basés au palais Saint James. La maison, en 2011, avait l'équivalent de 7,8 employés à temps plein.
Il a été annoncé en juin 2011 que le duc et la duchesse de Cambridge déménageraient temporairement leur résidence officielle à Londres dans un appartement au palais de Kensington, un déménagement qui a été achevé en août de la même année. La résidence principale du duc et de la duchesse est restée l'île d'Anglesey au pays de Galles, où le duc a été pilote de recherche et de sauvetage de la RAF. Le couple avait précédemment partagé un appartement à Clarence House avec le prince Harry, que le prince Harry conservera. Le 6 novembre 2011, il a été annoncé que le duc, la duchesse et le prince Harry, ainsi que la reine et le prince de Galles, avaient approuvé un plan prévoyant que le duc et la duchesse de Cambridge déménageraient définitivement dans un appartement plus grand au palais de Kensington en 2013, après sa rénovation. Cet appartement était auparavant occupé par la sœur de la reine, la princesse Margaret, comtesse de Snowdon, et son mari Antony Armstrong-Jones, comte de Snowdon, après leur mariage en 1960. L'appartement a été conservé par la princesse Margaret après son divorce en 1978 et a été sa résidence à Londres jusqu'à sa mort en 2002. Le prince Harry a ensuite déménagé sa résidence officielle de Clarence House dans l'appartement libéré par le duc et la duchesse. De plus, une fois le déménagement terminé, leur maison officielle a également été transférée au palais de Kensington depuis le palais de St James, bien que la maison soit resté partagée. Jusqu'à ce que les déménagements soient terminés, leur foyer est resté basé au palais de St James et a continué à être partagé.
Il a été annoncé plus tard au début du mois de mai 2013 que le secrétaire privé du couple royal, James Lowther-Pinkerton, avait l'intention de quitter son poste de secrétaire privé pour le secteur privé, et son poste sera divisé avec chaque membre de la maison, recevant un secrétaire privé. En septembre 2013, Miguel Head est devenu secrétaire privé du duc de Cambridge et Rebecca Deacon a assumé le rôle de secrétaire privée de la duchesse de Cambridge. Ed Perkins a quitté son poste de secrétaire à la communication au foyer en 2014. Le 21 novembre 2014, le palais a annoncé son remplacement sous le nom de Jason Knauf.

### Liste du personnel de la maison
- Secrétaire particulier du duc et de la duchesse de Cambridge et du prince Harry
  - 2005-2013 : major James Lowther-Pinkerton[12] Lowther-Pinkerton a quitté son poste en septembre 2013, mais avait l'intention de passer une journée par semaine au palais de St James pour servir de caisse de résonance aux membres du personnel beaucoup plus jeunes qui prendront sa place[15].

- Secrétaire particulier du duc de Cambridge
  - 2013-2018 : Miguel Head[17]
  - 2018-présent : Simon Case[18]

- Secrétaire particulier de la duchesse de Cambridge
  - 2013-2017 : Rebecca Deacon[17]
  - 2017-présent : Catherine Quinn[19]
- Conseiller du duc et de la duchesse de Cambridge
  - 2009-2019 : David Manning[20]
  - 2019-présent : Jason Knauf[21]
- Secrétaire à la communication du duc et de la duchesse de Cambridge
  - -2014 : Ed Perkins
  - 2014-2019 : Jason Knauf[22]
  - 2019-présent : Christian Jones
- Secrétaire adjoint à la communication du duc et de la duchesse de Cambridge et du prince Harry
  - -2016 : Nick Loughran[16],[23]
- Porte-parole officiel du duc et de la duchesse de Cambridge et du prince Harry
  - -2013 : Paddy Harverson, également secrétaire des communications à Clarence House[24]

## Maison du duc et de la duchesse de Sussex
En 2013, il a été annoncé que le prince Harry avait nommé l'ancien capitaine de la cavalerie domestique, Edward Lane Fox, comme secrétaire privé à compter de juillet 2013.
En mars 2019, il a été annoncé que le duc et la duchesse de Sussex établiraient un nouveau foyer pour eux-mêmes, à la suite de la naissance de leur enfant au printemps ainsi que du déménagement de leur résidence officielle à Frogmore Cottage, dont le bureau devrait être situé. au palais de Buckingham.

### Liste du personnel de maison
- Secrétaire particulier du duc de Sussex
  - 2013-2018 : Edward Lane Fox[15]
- Secrétaire particulier du duc et de la duchesse de Sussex
  - 2018-2019 : Samantha Cohen[27]
  - De 2019 à aujourd'hui : Fiona Mcilwham[28]
- Sous-secrétaire privé du duc et de la duchesse de Sussex
  - 2019-présent : Heather Wong[28]
- Secrétaire particulier adjoint de la duchesse de Sussex
  - 2018-2019 : Amy Pickerill[27]
- Assistant personnel de la duchesse de Sussex
  - 2018 : Melissa Touabti[29]
- Secrétaire à la communication du duc et de la duchesse d Sussex
  - 2019-présent : Sara Latham[30]
- Gestionnaire de projets auprès du duc et de la duchesse de Sussex
  - 2018-présent : Clara Madden[31]
- Les communications numériques mènent au duc et à la duchesse de Sussex
  - 2019-présent : David Watkins[32]

## Maison de la princesse royale
Le foyer de la princesse royale fournit le soutien administratif à Anne, la princesse royale, deuxième enfant et fille unique de la reine. Alors que la résidence privée de la princesse royale est le parc Gatcombe ; son bureau, dirigé par le secrétaire privé, est basé à Buckingham Palace tandis que sa résidence officielle à Londres est située au palais de St James.

### Secrétaires privés de la princesse royale
- 2019- : Charles Davies[33]
- 2002-2019 : capitaine Sir Nick Wright KCVO, RN
- 1999-2002 : colonel Timothy Earl OBE
- 1997-1999 : Rupert McGuigan
- 1982-1997 : lieutenant-colonel Sir Peter Gibbs KCVO
- 1976-1982 : major Nicholas Lawson LVO
- 1974-1976 : major Benjamin Herman MVO RM

- 2010 : commandant Anne Sullivan RN[34]

### Bureau de secrétaire
- ?- : Mme Isabella Ward[34]

### Extra Equerry à la princesse royale
- 2019- : capitaine Sir Nicholas Wright, KCVO[33]

## Maison du duc d'York
La maison du duc d'York fournit un soutien administratif pour les fonctions royales du prince Andrew, duc d'York, ainsi que de sa famille immédiate. À partir de 1971, le prince Andrew (puis 11 ans), a l'aide d'un de la reine de » écuyers en cas de besoin. Le premier était le Sqn Ldr Peter Beer, qui a servi jusqu'à ce qu'il soit remplacé par le major George Broke Royal Artillery en 1974 et le lieutenant-commandeur Robert Guy RN en 1977.
Ce n'est qu'avec la nomination en 1980 du Sqn Ldr Adam Wise, que le prince aurait pu se faire aider par son propre personnel - bien qu'il fût encore partagé avec la reine et le prince Edward. En 1983, Wise a été promu commandant de l'escadre et nommé secrétaire privé des princes Andrew et Edward, rompant ainsi son lien avec la maison royale. Il a quitté le service du duc d'York en 1987, lorsque le lieutenant-colonel. Sean O'Dwyer a été nommé — également conjointement avec le prince Edward.
Le duc d'York est maintenant assisté d'un secrétaire privé, d'un secrétaire privé adjoint, d'un secrétaire privé adjoint et d'un écuyer. Il y a aussi un assistant de bureau et une poignée d'employés personnels, notamment un cuisinier et un majordome. Le bureau du duc d'York est actuellement basé à Buckingham Palace, et le duc a une résidence au Royal Lodge, Windsor, dans laquelle il a emménagé en 2004, depuis Sunninghill Park, Ascot.

### Secrétaires privés du duc d'York
- 2012-2020 : Mme Amanda Thirsk
- 2003-2012 : major Alastair Watson LVO
- 2001-2003 : Capf Charlotte Manley LVO OBE RN
- 1990-2001 : capitaine Neil Blair CVO RN
- 1987-1990 : le lieutenant-colonel Sean O'Dwyer MVO DL Irish Guards (Retd.)
- 1983-1987 : Wing Commander Adam Wise LVO MBE

### Secrétaires privés adjoints du duc d'York
- ?-présent : James Upsher[35]

### Equerry au duc d'York
- 2019- capitaine de corvette Alex Davies, RN[36]
- 2017-2019 : capitaine Edward Monckton
- 2014-2017 : lieutenant Jack Cooper RN
- 2012-2014 : lieutenant Michael Hutchinson RN

## Maison du comte et de la comtesse de Wessex
La maison du comte et de la comtesse de Wessex fournit le soutien administratif au comte de Wessex, le plus jeune fils de la reine, et à son épouse, la comtesse de Wessex. Bien que leur résidence privée soit Bagshot Park, leur bureau, dirigé par le secrétaire privé, est basé à Buckingham Palace.

### Secrétaires privés du comte et de la comtesse de Wessex
- 2019-présent : capitaine Andy Aspden RN
- 2014-2018 : M. Tim Roberts
- 2002-2014 : brigadier John Smedley CVO
- 1987-2001 : lieutenant-colonel Sean O'Dwyer LVO DL Irish Guards (Retd.)
- 1983-1987 : wing commander Adam Wise LVO MBE

### Secrétaire particulier adjoint du comte et de la comtesse de Wessex
- 2015-2018 : M. Matthew Magee
- 2018-présent : M. Alexander Stonor

### Equerry au comte et à la comtesse de Wessex
- ?-présent : colonel Paul Arengo-Jones CVO

### Secrétaires privés adjoints et femmes de chambre de la comtesse de Wessex
- 1999-présent : Annabelle Galletley (Mme Angus Galletley)
- 2000-présent : Mme Suzanne Lofthouse-Jackson
- 2009-présent : Amy Mayes (Mme Jonathan Mayes)

### Coordonnateurs de programme auprès du comte et de la comtesse de Wessex
- 2016-présent : Miss. Emily Mortimore
- 2017-présent : Miss. Jess Utton
- 2017-présent : Miss. Kelly Tschumi

### Assistante de secrétariat du comte et de la comtesse de Wessex
- ?-présent : Mme Jackie Phipps

## Maisons plus réduites

### Maison du duc et de la duchesse de Gloucester
- Secrétaire particulier du duc et de la duchesse de Gloucester au palais de Kensington : M. Alistair Wood, LVO MBE 2004-2012

### Maison du duc et de la duchesse de Kent
- Secrétaire particulier du duc de Kent, KG à Wren House, Kensington Palace : M. Nicholas Marden

### Maison de la princesse Alexandra, l'honorable Lady Ogilvy
- Secrétaire privée : Mme Diane Duke
- Dame en attente : Mme Peter Afia LVO

### Maison du prince et de la princesse Michael de Kent
- Secrétaire particulier du prince Michael de Kent, GCVO au palais de Kensington : M. Nicholas Chance, CVO (1997-2016)[37],[38]
- ? (2016-présent)

## Anciennes maisons

### Maison du prince Philip, duc d'Édimbourg
La maison du prince Philip, duc d'Édimbourg fournit le soutien administratif au prince Philip, duc d'Édimbourg. Elle est basée au palais de Buckingham et est dirigée par son secrétaire privé — le trésorier (à temps partiel de 1970 à 1976) était auparavant l'officier supérieur, mais ce poste est maintenant vacant. Il y a aussi un Equerry (un major ou équivalent de l'un des trois services armés) et deux écuries temporaires (généralement un capitaine des Royal Marines et un capitaine des Grenadier Guards).

#### Trésoriers du duc d'Édimbourg
- 1984-1995 : Sir Brian McGrath GCVO
- Par intérim, 1982-1984 : Sir Richard Davies KCVO CBE
- 1970-1982 : Lord Rupert Nevill CVO JP DL K StJ
- 1959-1970 : Cam Sir Christopher Bonham-Carter C B GCVO
- Par intérim, 1957-1960 : le capitaine. David Alexander RM
- 1952-1959 : Lt Gen. Sir Frederick Browning GCVO K BE CB DSO

#### Secrétaires privés du duc d'Édimbourg
- 2010- : brigadier Archie Miller-Bakewell[39]
- 1993-2010 : brigadier Sir Miles Hunt-Davis GCVO CBE[40]
- 1984-1992 : Sir Brian McGrath GCVO
- Par intérim 1982-1984 : Sir Richard Davies KCVO CBE
- 1976-1982 : Lord Rupert Nevill CVO DL
- 1970-1976 : Capf William Willett OBE MVO DSC RN
- Mai-novembre 1970 : Cam Sir Christopher Bonham-Carter GCVO CB
- 1957-1970 : James Orr CVO
- 1947-1957 : Lt Cdr Michael Parker CVO AM RAN

### Maison du roi Édouard VII et de la reine Alexandra
Le roi Édouard VII (1841-1910) a été créé prince de Galles peu de temps après sa naissance, et sa maison était connue comme la maison du prince de Galles à partir de 1841. Lors de son mariage en 1863, lui et sa femme partageaient la maison du prince et de la princesse de Galles jusqu'à leur accession au poste de roi et de reine en janvier 1901, mais plusieurs nominations étaient soit au prince soit à la princesse (par exemple, ils avaient chacun des seigneurs distincts Chamberlain et secrétaires privés). Lorsqu'il est devenu roi, sa maison était connue sous le nom de maison du souverain 1901-1910.
La reine Alexandra (1844-1925) reçut un foyer séparé lors de l'accession de son mari, le foyer de la reine. À partir de 1910, il était connu comme la maison de la reine Alexandra.

### Maison du roi George V et de la reine Mary
Le prince George (1865-1936) a été créé duc d'York en 1892 et a reçu une maison séparée avec son frère. Les courtisans nommés pour aider le prince George de Galles jusqu'à cette année faisaient partie de la maison de ses parents. Après son mariage avec la princesse Mary de Teck en 1893, ils ont partagé la maison du duc et de la duchesse d'York.
Lors de l'accession de son père, le roi Édouard VII en janvier 1901, George hérita automatiquement du duché de Cornouailles et fut connu sous le nom de duc de Cornouailles et York jusqu'en novembre suivant, date à laquelle il fut nommé prince de Galles. De 1901 jusqu'à son accession en 1910, lui et sa femme ont partagé la maison du prince et de la princesse de Galles, mais plusieurs nominations ont été faites soit au prince soit à la princesse.
Lorsqu'il devint roi, sa maison était connue sous le nom de maison du souverain 1910-1936.
La reine Mary (1867-1953) a reçu une maison séparée lors de l'accession de son mari, la maison de la reine. À partir de 1936, il était connu comme la maison de la reine Mary.

### Maison de la reine Elizabeth la reine mère
Ceci est une liste incomplète de ceux qui ont servi dans la maison de la reine Elizabeth
- 1923-1936 : inclus dans prince Albert, la « maison du duc d'York » du duc d'York
- 1936-1952 : la « maison de la reine » de la reine
- 1952-2002 : la « maison de la reine Elizabeth la reine mère »

#### Contrôleur
- 1952-1953 : Peter Townsend
- 1953-1974 : lord Adam Gordon
- 1974-2002 : Sir Alastair Aird

#### Equerries
- 1950-1956 : capitaine Oliver Dawnay
- 1955-1956 : Sir Martin Gilliat
- 1956-1984 : Sir Francis Legh
- 1959-2002 : Sir Ralph Anstruther Bt
- 1968-1970 : richard Jenkins
- 1984-2002 : major George Seymour
- 1992-1994 : Edward Dawson-Damer
- 1993-2002 : Sir Alastair Aird

##### Equerries supplémentaires
- 1953-2002 : le très honorable lord Sinclair
- 1955-? : Sir Harvey Kearsley
- 1956 : major Raymond Seymour
- 1956-1962 : captitaine Oliver Dawnay
- 1958-? : major Sir John Griffin
- 1964-1973 : Alastair Aird
- 1995-2002 : captitaine Ashe Windham
- 1998-2002 : Nicholas Assheton

##### Équerres temporaires
- 1955 : major Raymond Seymour
- 1956-1958 : major John Griffin
- 1958-1960 : capitaine William Richardson
- 1960-1964 : capitaine Alastair Aird
- 1980-1982 : capitaine Ashe Windham
- 1982-1984 : le capitaine l'hon. Jeremy Stopford
- 1984-1986 : capitaine Jamie Lowther-Pinkerton
- 1986-1988 : capitaine Niall Hall
- 1988-1990 : capitaine Giles Bassett
- ? -1994 : capitaine Edward Dawson-Damer
- 1994- ? : major Colin Burgess
- 2000-2002 : capitaine Mark Grayson

#### Dames de compagnie
- 1923-1926 : Lady Katharine Meade
- 1926-1932 : Lady Helen Graham
- 1932-1936 : Lettice Bowlby
- 1985-2002 : Jane Walker-Okeover
- 1990-2002 : Lady Margaret Colville
- 1991-2002 : Margaret Rhodes
- 1993-2002 : Jennifer Gordon-Lennox

##### Dames de compagnie supplémentaires
- 1929-? : Lady Annaly

#### Dames de la chambre à coucher
- 1937-1941 : Vicomtesse Halifax (extra 1946-?)
- 1937-1947 : Lady Nunburnholme
- 1937-1972 : Comtesse Spencer DC VO OBE
- 1937-1994 : Vicomtesse Hambleden GCVO (comme Vicomtesse douairière à partir de 1948)
- 1945-1967 : Lady Harlech (extra 1941-1945 ; comme douairière de 1964)
- 1947-1979 : la comtesse de Scarbrough en tant que comtesse douairière de 1969
- 1973-2002 : Lady Grimthorpe (fille de la comtesse de Scarborough ci-dessus)
- 1994-2002 : La comtesse de Scarbrough (belle-fille de la comtesse de Scarborough ci-dessus)

#### Lord-chambellan
- 1937-1965 : Col The Earl of Airlie KT GCVO MC
- 1965-1992 : Le comte de Dalhousie KT GCVO GBE MC DL
- 1992-2002 : Le comte de Crawford KT GCVO PC

#### Maîtresse des robes
- 1937-1964 : Sa grâce la duchesse douairière de Northumberland GCVO
- 1964-1990 : Sa grâce la duchesse d'Abercorn DCVO
- 1990-2002 : vacant

#### Pages d'honneur
- 1962-1964 : James Charteris, lord Neidpath
- 1964-1966 : John Dalrymple-Hamilton
- 1966-1967 : Valentine Cecil
- 1967-1969 : Richard Scott, lord Eskdaill (futur duc de Buccleuch et Queensberry)
- 1969-1971 : Simon Mulholland Esq.
- 1971-1973 : Michael Bowes-Lyon, lord Glamis (plus tard comte de Strathmore et Kinghorne)
- 1973-1974 : Gilbert Clayton Esq.
- 1974-1975 : Colin Campbell-Preston
- 1975-1977 : Charles Bruce, lord Bruce
- 1977-1979 : Gavin Rankin Esq.
- 1979-1982 : Henry Beaumont
- 1982-1984 : l'hon. Maurice Roche (plus tard baron Fermoy)
- 1984-1986 : Andrew Hope, vicomte Aithrie (plus tard comte de Hopetoun)
- 1987-1989 : Andrew Lillingston
- 1989-1991 : Richard Lumley, vicomte Lumley (plus tard comte de Scarbrough)
- 1991-1993 : John Carew-Pole
- 1993-1995 : Arthur Wellesley, comte de Mornington
- 1995-1998 : l'hon. Thomas Lumley
- 1998-1999 : Harry Bengough
- 1999-2002 : Andrew Matheson

#### Attaché de presse
- 1956-2001 : Sir John Griffin

#### Secrétaires privés
- 1937-1946 : lieutenant-colonel Richard Streatfield
- 1946-1951 : major Thomas Harvey
- 1951-1956 : capitaine Oliver Dawnay
- 1956-1993 : Sir Martin Gilliat
- 1993-2002 : Sir Alastair Aird

##### Secrétaires privés adjoints
- 1953-1974 : lord Adam Gordon
- 1955-1956 : Martin Gilliat
- 1956-1959 : Francis Legh
- 1959-1964 : Sir Ralph Anstruther Bt
- 1964-1973 : Alastair Aird
- 1993-2002 : major George Seymour

#### Trésoriers
- 1937-1946 : Sir Basil Brooke
- 1946-1960 : Sir Arthur Penn
- 1961-1998 : Sir Ralph Anstruther Bt
- 1998-2002 : Nicholas Assheton

#### Les femmes de la chambre à coucher
- 1937-1939 : Lady Helen Graham
- 1937-1960 : Lady Katharine Seymour
- 1937-1961 : Marion Hyde, Lady Hyde
- 1937-1944 : Lettice Bowlby
- 1939-? : Lady Adelaide Peel
- 1944-1947 : Lady Mary Herbert
- 1947-2001 : Lady Jean Rankin
- 1951-1961 : l'honorable Olivia Mulholland
- 1960-1993 : Lady Ruth Burke Roche, baronne Fermoy
- 1961-1963 : Lady Mary Harvey
- 1965-2002 : Dame Frances Campbell-Preston
- 1981-2002 : Lady Angela Oswald

##### Extra femmes de la chambre à coucher
- 1937-1994 : Lady Victoria Wemyss (née Cavendish-Bentinck)
- 1939-? : Lady Helen Graham
- 1944-1988 : l'honorable Lettice Bowlby (née Annesley)
- 1947-? : Lady Mary Herbert
- 1947 : Lady Jean Rankin
- 1947-? : Alexandra Pelham, Lady Worsley CBE
- 1948-1951 : Pamela Hore-Ruthven (plus tard Cooper), vicomtesse Ruthven de Canberra
- 1956-1960 : la douairière Lady Fermoy
- 1959-1981 : Lady Elizabeth Basset
- 1960-? : Lady Katherine Seymour

##### Femmes temporaires de la chambre à coucher
- 1963-1965 : Lady Caroline Douglas-Home

#### Apothicaires
- 1954-? : docteur John Nigel Loring[41],[42],[43]

#### Les médecins
- 1936-? : George Frederick Still
- 1936-? : Sir John Weir
- 1936-? : Henry Letheby Tidy
- 1936-? : Daniel Thomas Davies

#### Chirurgiens
- 1936-? : Sir Lancelot Barrington-Ward
- 1936-1946 : Arthur Porritt

#### Chirurgien-Apothicaire
- 1956-? : Richard May Esq.

#### Positions honorifiques
- Piper à la reine mère (1953-2002)